# Anderson Peters
Anderson Peters (* 21. Oktober 1997 in Saint Andrew) ist ein grenadischer Leichtathlet, der sich auf den Speerwurf spezialisiert hat. Er ist in dieser Disziplin Inhaber des Nordamerikarekordes und wurde in den Jahren 2019 und 2022 Weltmeister.

## Sportliche Laufbahn
Erste internationale Erfahrungen sammelte Anderson Peters bei den CARIFTA-Games 2012 in Hamilton, bei denen er mit 60,50 m die Goldmedaille in der U17-Wertung gewann. Ein Jahr darauf gewann er bei den Spielen in Nassau erneut Gold im Speerwurf sowie Bronze im Kugelstoßen. Zudem belegte er über 100 Meter Rang sechs. Im Speerwurf nahm er daraufhin an den Jugendweltmeisterschaften in Donezk teil und belegte dort mit 67,98 m Platz neun. Anschließend erreichte er bei den Panamerikanischen-Juniorenmeisterschaften in Medellín mit 61,44 m Rang neun. 2014 gewann er bei den CARIFTA-Games in Fort-de-France mit neuem Meisterschaftsrekord von 67,67 m zum dritten Mal Gold im Speerwurf, belegte im Kugelstoßen Rang vier und mit dem Diskus Rang sechs. Zudem schied er über 100 Meter im Vorlauf aus. Daraufhin gewann er bei den Zentralamerika- und Karibikjuniorenmeisterschaften in Morelia ebenfalls mit neuem Meisterschaftsrekord von 72,39 m Gold. Bei den CARIFTA-Games 2015 in Basseterre siegte er erstmals in der U20-Wertung mit 70,09 m. Bei den Panamerikanischen-Juniorenmeisterschaften in Edmonton gewann er mit 72,11 m die Silbermedaille. 2016 gewann er bei den CARIFTA-Games in St. George’s mit neuem Landes- und Spielerekord von 78,28 m überlegen die Goldmedaille und belegte mit der grenadischen 4-mal-100-Meter-Staffel den vierten Platz. Anschließend gewann er bei den U20-Weltmeisterschaften im polnischen Bydgoszcz mit Landesrekord von 79,65 m die Bronzemedaille hinter dem Inder Neeraj Chopra und Johan Grobler aus Südafrika. 2017 qualifizierte er sich für die Weltmeisterschaften in London, bei denen er mit 78,99 m in der Qualifikation ausschied. 2018 nahm er zum ersten Mal an den Commonwealth Games im australischen Gold Coast teil und gewann dort mit 82,20 m die Bronzemedaille. Anschließend gewann er bei den Zentralamerika- und Karibikspielen in Barranquilla mit 81,80 m die Silbermedaille und musste sich nur dem Olympiasieger von 2012, Keshorn Walcott geschlagen geben. Eine Woche später siegte er bei den NACAC-Meisterschaften in Toronto mit einem Wurf auf 79,65 m.
Am 29. März 2019 verbesserte Peters den Nationalrekord Grenadas in Austin auf 86,07 m. Eine weitere Steigerung dieser Marke gelang ihm am 5. Juni ebenfalls in Austin, wo er mit 86,62 m auch seinen NCAA-Titel aus dem Vorjahr verteidigen konnte. Anschließend siegte er bei den U23-NACAC-Meisterschaften in Santiago de Querétaro mit 81,89 m. Bei den Panamerikanischen Spielen 2019 in Lima gewann er mit neuem grenadischem Rekord von 87,31 m vor Keshorn Walcott die Goldmedaille. Damit qualifizierte er sich auch für die Weltmeisterschaften in Doha, bei denen er mit 86,89 m im Finale überraschend die Goldmedaille gewann und sich damit gegen die favorisierten Athleten aus Deutschland und den Esten Magnus Kirt durchsetzen konnte. 2021 siegte er mit 82,72 m beim USATF Grand Prix sowie mit 82,81 m beim P-T-S Meeting. Anfang August nahm er an den Olympischen Spielen in Tokio teil, schied dort aber mit 80,42 m überraschend in der Qualifikationsrunde aus. Daraufhin wurde er mit 84,32 m Dritter bei der Athletissima in Lausanne und siegte anschließend mit 85,98 m beim Meeting de Paris. 2022 siegte er zum Auftakt der Diamond League in Doha mit neuem Nordamerikarekord von 93,07 m und löste damit den US-Amerikaner Breaux Greer als Rekordhalter ab. Anschließend siegte er mit 87,88 m beim Golden Spike und mit 90,75 m bei den FBK Games. Kurz darauf siegte er mit 85,85 m beim P-T-S Meeting und Ende Juni siegte er mit 90,31 m bei der Bauhaus-Galan. Im Juli verteidigte er bei den Weltmeisterschaften in Eugene mit 90,54 m im Finale seinen Titel. Im August musste er sich bei den Commonwealth Games in Birmingham mit 88,64 m die Silbermedaille und musste sich damit überraschend dem Pakistani Arshad Nadeem geschlagen geben.
2023 wurde er bei der Doha Diamond League mit 85,88 m Dritter und im Mai siegte er mit 83,16 m beim USATF Los Angeles Grand Prix. Im August verpasste er dann bei den Weltmeisterschaften in Budapest mit 78,49 m den Finaleinzug. Im Jahr darauf wurde er bei der Doha Diamond League mit 86,62 m Dritter sowie beim Meeting de Paris mit 85,19 m Zweiter. Im August gewann er bei den Olympischen Sommerspielen in Paris mit 88,54 m im Finale die Bronzemedaille hinter dem Pakistani Arshad Nadeem und Neeraj Chopra aus Indien.
In den Jahren 2016 und 2017 sowie von 2022 bis 2024 wurde Peters Grenadischer Meister im Speerwurf. Er war Student an der Mississippi State University in Starkville.